# Бакасу
Бакасу́ (каз. Бақасу) — село у складі Зайсанського району Східноказахстанської області Казахстану. Входить до складу Кенсайського сільського округу.
Населення — 280 осіб (2021; 260 у 2009, 197 у 1999, 346 у 1989).
Національний склад станом на 1989 рік:
- казахи — 100 %